# Треборн, Владимир Александрович
Владимир Александрович Треборн (1812—1876) — российский литератор, известный по переписке с П. П. Ершовым. 

## Биография
Родился 26 июля (7 августа) 1812 года.
В 1834 году со степенью кандидата окончил философско-юридический факультет Санкт-Петербургского университета, где учился вместе с Ершовым.
Автор шуточных стихотворений и переводов с немецкого, печатавшихся в «Сыне отечества», воспоминаний о Ершове, с которым вёл обширную дружескую переписку до конца жизни.
Умер в чине коллежского советника 8 (20) октября 1886 года. Похоронен на Волковском лютеранском кладбище.